# Томсинский, Соломон Маркович
Соломо́н Ма́ркович Томси́нский (19 апреля 1905 Себеж, Витебская губерния, Псковская область Российская империя — 13 февраля1984 Пермь, СССР) — советский историк, педагог, исследователь социально-экономической истории Урала, кандидат исторических наук (1956), доцент (1960) Пермского университета.
Ветеран Великой Отечественной войны.

## Биография
Родился 19 апреля 1905 в городе Себеж Витебской губернии в семье мещанина. В 1929 году окончил исторический факультет Ленинградский государственного педагогического университета имени А. И. Герцена. В 1935 году окончил аспирантуру при Институте народов Севера. С 1936—1955 гг. преподавал в Пермском педагогическом институте, с 1946—1973 гг. работал в ПермГУ старшим преподавателем, до 1955 года заведующий кафедрой истории СССР исторического факультета. В 1956 году защитил кандидатскую диссертацию, а в 1960 удостоен звания доцента. С 1955 года член Уральского отделения Археографической комиссии АН СССР. Общественный деятель, член ВООПИКа и ДОСААФа. Член КПСС.
Участник Великой Отечественной войны, награждён орденом Отечественной войны II степени и двумя орденами Красной звезды, медалями «За боевые заслуги», "За взятие Будапешта, «За доблестный труд в Великой Отечественной войне 1941—1945 гг» и «За победу над Германией в Великой Отечественной войне 1941—1945 гг.», служил на 2-м и 3-м Украинских фронтах, был заместителем редактора газеты гвардейской дивизии, дослужился до звания капитана гвардии. Скончался 13 февраля 1984 года.

### Семья
Был женат на Т. Л. Левиной (1910—1992) — преподаватель и историк в Пермском государственном университете. Сын Владимир (1936—1994) — учился в аспирантуре в МИСИСе по металлургии, доктор технических наук, профессор, заведующий кафедрой в Политехническом институте, декан, дочь — Н. Ш. Томсинская (1937—1988) — кандидат физико-математических наук в Пермском политехническом институте; внучка — М. В. Томсинская (род. 1964)
Двоюродный брат? — С. Г. Томсинский (1894—1938) — советский партийный деятель, историк, археограф, член-корреспондент АН СССР (1933).

## Научная работа
Автор около 40 научных работ, исследовал проблемы социально-экономической истории Урала. Соавтор книги «Истории Урала» (1963—1977) состоящей из двух томов. В статьях получивших наивысшую оценку в научной общественности, выявил отклики российской прессы начала XVIII века, на происходившие в те времена экономические изменения в жизни Урала, о развитии заводских мануфактур, наёмном труде в горнозаводской промышленности, эксплуатации детского труда на предприятиях Урала, подробно описал представления о крестьянской войне 1773—1775 гг. под предводительством Е. И. Пугачева. В годы Великой Отечественной войны опубликовал ряд публицистических работ на патриотическую тематику.

## Основные работы
Книги
- Урал в русской публицистике и законодательстве первых десятилетий XVIII века. — Пермь: Пермское книжное издательство, 1959. — 115 с. — 1000 экз.
- Повстанческое движение в Прикамье во время крестьянской войны 1773—1775 годов. // Под предводительством Е. И. Пугачева / Лит. обраб. С. Ф. Николаев. — Пермь: Пермское книжное издательство, 1973. — 73 с. — 3000 экз.
- Первая печатная газета России (1702—1727 гг.) / Под ред. и с предисл. заслуженного деятеля науки РСФСР В. Н. Бочкарева. — Пермский государственный университет, 1959. — 243 с.

Статьи
- Торговля и подрядничество крестьян с конторой Егошихинского завода в первые годы его существования // Исследования по истории Урала. Вып. 1. Пермь, 1970.
- На войне о гуманизме // Пермский университет в воспоминаниях современников : статья  / Сост. А. С. Стабровский. — 1995. — Вып. 2. — С. 92—93.
- Письмо с фронта // Пермский университет в воспоминаниях современников : статья  / Сост. А. С. Стабровский. — 1995. — Вып. 2. — С. 118.